# 中津川市中山道歴史資料館
中津川市中山道歴史資料館（なかつがわしなかせんどうれきししりょうかん）は、岐阜県中津川市にある中山道に関する資料展示施設である。

## 概要
中津川市がNTT西日本中津川ビル（中津川宿脇本陣跡地）の一部借用・整備し、2004年（平成16年）4月10日開館。
隣接して脇本陣であった旧・森家の建物の一部（上段の間、土蔵など）が移築・復元されており、公開されている。
中津川宿についての各種展示の他、中津川宿の旧家などからみつかった幕末の古文書（中津川宿平田国学門人、天狗党、和宮降嫁、薩長同盟、鳥羽・伏見の戦いなどに関する書状）が展示されている。

## 所在地
- 岐阜県中津川市本町2丁目2-21

## 利用案内
- 開館時間：9：30～17：00
- 休館日：毎週月曜日（月曜日が祝日の場合翌日）、年末年始（12月27日～1月5日）
- 入館料：大人320円（中学校以下無料）
  - 中津川市内の博物館（中津川市鉱物博物館・東山魁夷 心の旅路館・中津川市子ども科学館・中津川市苗木遠山史料館・熊谷榧つけちギャラリー）との共通の年間パスポートもある。

## 交通アクセス
- JR中央本線 中津川駅より徒歩で約10分。